# Łubianka (województwo pomorskie)
Łubianka (kaszub. Łëbiankô) – wieś kaszubska w Polsce położona w województwie pomorskim, w powiecie człuchowskim, w gminie Przechlewo.
W latach 1975–1998 miejscowość administracyjnie należała do województwa słupskiego.
Wieś stanowi sołectwo gminy Przechlewo.